# Río Colonia
Río Colonia ist ein Fluss in Chile.

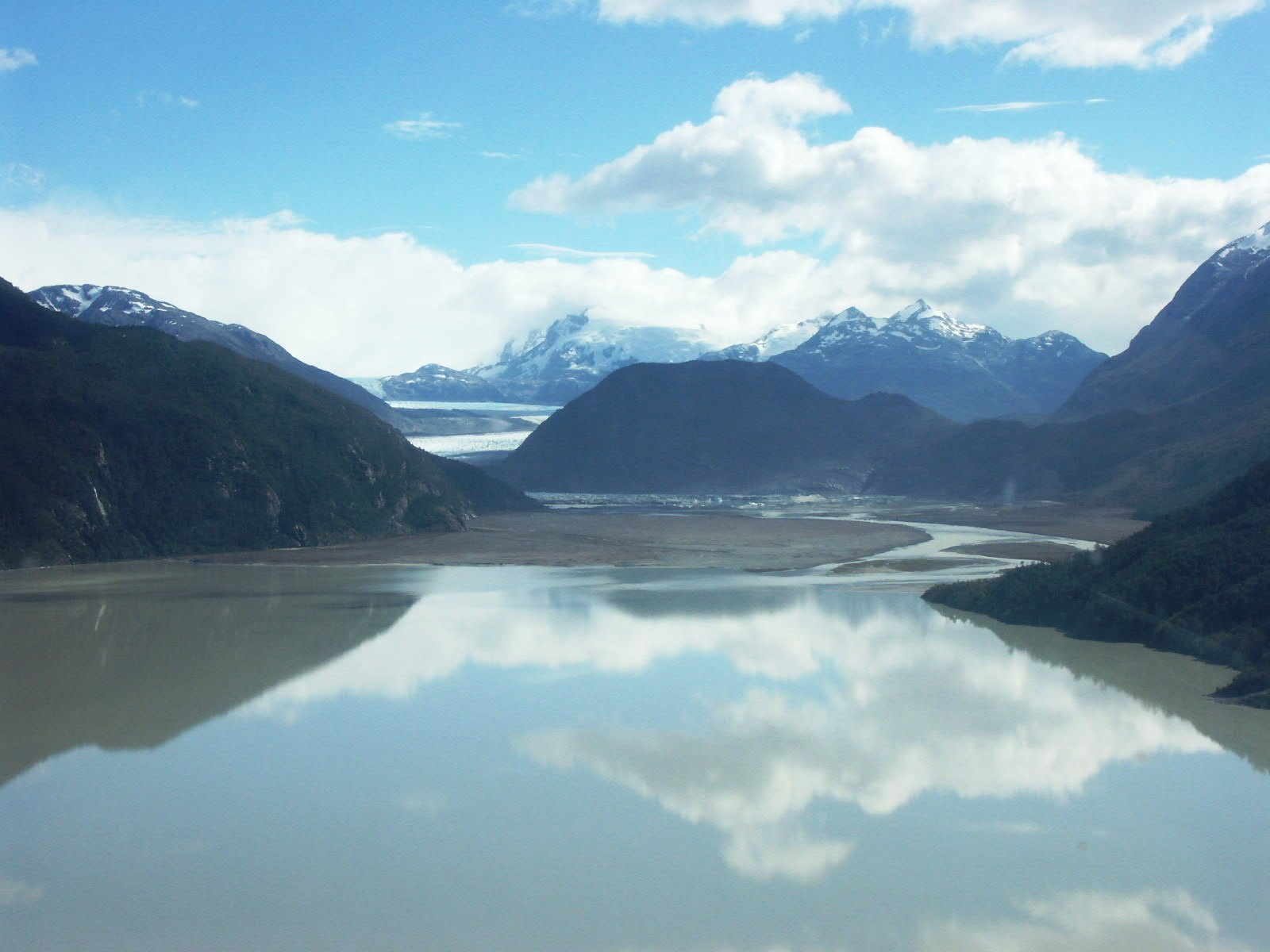
Río Colonia

Er ist ein Abfluss des Colonia-Gletschers im chilenischen Teil Patagoniens und entspringt im Colonia See, in dem der Gletscher gegenwärtig endet. Der Río Colonia ist ein rechter Zufluss des Río Baker und trifft im Mittellauf auf diesen Fluss.
Die chilenische Regierung hat Pläne angeregt, durch den Bau eines Wasserkraftwerkes die Energie des Río Baker nutzbar zu machen.